# アメリカ合衆国対申し立てられたアップルサイダービネガー95バレル事件
アメリカ合衆国対申し立てられたアップルサイダービネガー95バレル事件 、265 US 438（1924）、 は、米国最高裁判所が乾燥リンゴから作られたアップルサイダービネガー（リンゴ酢）は不当表示にあたると判断した対物訴訟である。 問題の表示は、アップルサイダービネガーが「厳選された」リンゴから作られたというものであったが、製造者のダグラス・パッキング・カンパニー社は、生のリンゴを脱水し、その後、リンゴを純水で再水和してアップルサイダービネガーを作っていたことを認めた。 
乾燥リンゴからアップルサイダービネガーを製造する工程において化学薬品が添加されていたが、いずれの当事者も添加の影響については主張しなかった。 この薬品の添加と原料のリンゴが生であったか乾燥であったかの違いを除けば、製造プロセスは同じであった。 問題のアップルサイダービネガーと新鮮なリンゴから作られたアップルサイダービネガーのサンプルを試した裁判官は、外観と味にわずかな違いしかないと結論付けた。 化学的比較においても、両方の液体で同様の結果が得られた。 
乾燥リンゴの酢が品質面において劣っていたという主張はなされなかった。 しかし、裁判所はまず、乾燥アップルサイダービネガーは、一般に理解されているように、生の食材から生産されたアップルサイダービネガーと同一ではないとした。 第二に、生のリンゴにはアップルサイダービネガーの製造に使われるリンゴ果汁が含まれているが、ダグラス・パッキング・カンパニー社は水を代替原料として使用していた。 最後に、裁判所は、「厳選されたリンゴから作られた」という表示が「原材料のリンゴが乾燥ではなく生である」と表示を読んだ者を誤解させるとした。 これらの3つの問題（同じ名称での模倣、虚偽または誤解を招く原材料リスト、紛らわしい表示）はすべて連邦純正食品・薬品法の「不当表示」の定義に当てはまっていた。 このため、最高裁判所は法令に基づき、アップルサイダービネガーが不当表示であると認定した。 

## 参照資料
1. ↑  United States v. Ninety-Five Barrels Alleged Apple Cider Vinegar, 265 U.S. 438 (1924).

- ウィキソースには、アメリカ合衆国対申し立てられたアップルサイダービネガー95バレル事件の原文があります。 Wikisourceで Apple Cider Vinegarが疑われる95バレル
- Text of   95バレルがアップルサイダービネガー 、 265を 主張   米国 438   （1924）は以下から入手できます。   コーネル    CourtListener    フィンドロー    Google Scholar    ジャスティア    議会図書館